# 王育誠
王育誠（1964年1月14日—），為台灣台中市人，現任親民黨黨務顧問，前親民黨文宣部主任，前親民黨台北市議員、前新聞節目主持人、前電視台總台長 。

## 早年
出生於台中市，父親擔任法官，高中畢業於當地的恆毅中學，大學畢業於澳洲昆士蘭大學新聞傳播系；在取得澳洲雪梨大學新聞傳播碩士，曾擔任澳洲廣播公司（ABC）記者。之後回國，並擔任中視記者，之後擔任《中視夜線新聞》主播與《社會秘密檔案》節目主持人。在擔任中視記者期間，王育誠知名度並不高；一直到陳進興（白曉燕命案三位嫌犯之一）進入南非駐台武官卓懋祺官邸挾持人質時，王育誠在公司攝影棚以電話詢問陳進興：「你什麼時候要自殺？」從此出名。
2000年，王育誠卸下《中視夜線新聞》主播職務，離開中視，被當時已在東森電視台任職的前中視總經理朱宗軻網羅，主持東森新聞S台《社會追緝令》節目，以「揭發社會犯罪，挑戰傳統弊病，導正社會亂象，關懷台灣弱勢」為訴求。單元開始慣用的開場白「有些話不說，您恐怕不知道」以及節目尾聲慣用語「深夜問題多，平安回家最好」也成為臺灣民眾琅琅上口的名言，成為家喻戶曉的「揭弊天王」。

## 從政
不久後，王育誠加入親民黨。他在2002年獲得親民黨提名，挾以媒體加持之正義形象，於台北市士林、北投區當選第九屆台北市議員。

### 腳尾飯事件
2005年6月2日，王育誠以錄影帶揭發殯葬業者「腳尾飯弊案」，宣稱有黑心業者將供桌上用來祭拜死者的菜餚回收製成豆腐乳或混入自助餐店再次出售，造成台灣社會人心惶惶。然而，事後證明影片中的過程是王育誠及其助理偽造。事件被揭穿後引發民眾反感，形象毀於一旦。2006年2月22日檢察官偵查後，以該影帶並無指名為由，無法構成犯罪要件而作不起訴論。2006年8月10日，法院判決王育誠賠償325萬以補償所有店家的損失。
2005年6月8日，遭親民黨無限期停權，王在2006年初申請復權卻未果。年底雖獲親民黨提名，挑戰第10屆市議員選舉連任，但卻以8,038票（3.02%）慘敗告終，此後長期淡出臺灣政壇，轉戰媒體圈主持電視節目。

## 近年活動
2010年2月，王育誠在臺北市公車刊登「腳尾飯、五年後、原諒我」車身廣告，刻意以低姿態以求重返政壇。5月14日，王育誠率領上百名支持者召開記者會，以「學到教訓、虛心出發」主軸，宣布參選年底的台北市議員選舉並再度獲得親民黨提名，唯最後以該區最低票（5,022票）慘敗。

## 獲獎與榮譽
- 1999年3月17日，王育誠獲得全國文藝新聞類獎章，獲獎原因是王育誠在《中視夜線新聞》的〈今夜現場〉單元及《社會祕密檔案》節目中持續關懷弱勢族群，報導獨居老人、智障兒受虐等新聞，受到政府相關單位重視，進而改善他們的困境。同年，王育誠也榮獲中國文藝協會頒發的中國文藝獎章電視文藝獎。

## 爭議及其他
- 2001年間，以已婚身份多次與民進黨單身的女性台北市議員顏聖冠深夜出遊。也曾經被媒體揭發當任職華航座艙長的妻子黃美津出勤時，帶酒女返宅。
- 2005年底王育誠在腳尾飯事件後，與黃美津離婚，女兒監護權歸黃美津，王育誠後與鴻源吸金案負責人沈長聲的前助理何淑惠交往。
- 挪用基金會[哪個／哪些？]帳戶款項，令人質疑。
- 以市議員身份為選民消除交通罰單[來源請求]，更因此與台北市政府發生爭執。
- 打著正義形象，卻自稱因「為了製作節目需求」，與各地黑道人士多有往來，並受黑道所托，裁決利益。[來源請求]